# Lothar Ledderose
Lothar Ledderose (* 12. Juli 1942 in München) ist ein deutscher Kunsthistoriker mit dem Spezialgebiet chinesische und japanische Kunst.

## Leben
Lothar Ledderose (ursprünglich: Ledderhose) studierte in Princeton, Harvard und an der Universität Tokio, bevor er sich 1976 an der Universität zu Köln habilitierte. Noch im selben Jahr wurde Ledderose an der Universität Heidelberg Professor für die Geschichte der ostasiatischen Kunst und Direktor des Instituts für Kunstgeschichte Ostasiens. 2010 wurde er pensioniert. Ledderose war Gastprofessor an Universitäten in den USA, Taiwan und Japan. 
Seit 1986 ist er Mitglied der Heidelberger Akademie der Wissenschaften. Von 1984 bis 1990 war er Präsident, 1978–1984 und 1990–1996 Vizepräsident der Deutschen Morgenländischen Gesellschaft. 1996 wurde er zum korrespondierenden Mitglied der British Academy gewählt.
Ledderose hat zahlreiche Studien zur Kunst Chinas publiziert und war auch Herausgeber wichtiger Ausstellungskataloge. Seine Dissertation (publiziert 1970) galt dem Thema: Die Siegelschrift (Chuan-shu) in der Ch'ing-Zeit.
2005 erhielt Lothar Ledderose den Balzan-Preis. Ledderose erhielt den Preis für seine herausragenden Forschungen zur Geschichte der chinesischen und japanischen Kunst. Er ist der zwölfte Deutsche unter bisher 106 Ausgezeichneten. Der Balzan-Preis gehört neben dem Nobelpreis zu den bedeutendsten wissenschaftlichen Auszeichnungen weltweit und wird von der Internationalen Balzan-Stiftung verliehen. Er ist mit je 660.000 Euro dotiert.